# Dresden (Tennessee)
Dresden ist eine Town und Verwaltungssitz des Weakley County im Nordosten des US-amerikanischen Bundesstaates Tennessee. Dresden liegt 121 Meilen nordöstlich von Memphis, 65 Meilen östlich des Mississippi und 130 Meilen westlich von Nashville. Dresden liegt etwa auf halbem Wege zwischen Chicago und New Orleans.
Im Ort gibt es eine High-School, eine Elementary School und eine Middle School.
Die Einwohnerzahl (Stand: 2021) betrug 3025.

## Geschichte
Das Weakley County wurde am 21. Oktober 1823 gegründet, nachdem das Land von Chickasaw Indianern abgetreten wurde. Benannt wurde es nach Colonel Robert Weakley, einem Sprecher des Senats von Tennessee.
Erstmals wurde Dresden 1827 offiziell bestimmt und eingetragen. Die Stadt wurde von Mears Warner (1799–1863) benannt, welcher anfänglich als Beauftragter in das Weakley County kam, um die zukünftige Niederlassung zu begutachten und anzulegen. Weakley wurde in der Folge einer der ersten Siedler der Stadt und gab ihr den Namen Dresden in Gedenken an seinen Vater, einen presbyterianischen Emigranten, der in der deutschen Stadt Dresden in Sachsen gebürtig war.
Das Land, über welches sich die Stadt heute erstreckt, war ursprünglich 56,5 Acre groß, wovon 39 Acre auf eine Schenkung durch John Terrell zurückgehen und 17,5 Acre von Simpson Orgon und Ewing Wilson erkauft wurden. Es wurde anschließend in 90 Parzellen sowie ein zentral gelegenes Stück zur Errichtung des Bezirksgerichtsgebäudes aufgeteilt. Im April 1825 wurde die erste öffentliche Auktion zum Verkauf der städtischen Grundstücke abgehalten.
Schon im Jahre 1843 wurde die Stadt vergrößert und 1845 sowie 1869 reformiert. Im Jahr 1885 wurde dann im Zuge eines oberflächlichen Versuchs, die Saloons aus der Stadt zu vertreiben, die Stadtordnung außer Kraft gesetzt. Es sollte weitere elf Jahre dauern, bis wieder eine neue Stadtverwaltung eingerichtet wurde. Danach wurde die Stadtordnung noch mehrmals ergänzt, zuletzt in den Jahren 1968 und 1980.
Im Jahre 1868 stellte die Eisenbahngesellschaft Nashville and Northwestern Railroad eine Eisenbahnlinie durch Dresden fertig. Unglücklicherweise gab es zu dem Zeitpunkt bereits zahlreiche Eisenbahnstationen in den umliegenden Gemeinden Gleason, Ralston, Martin und Gardener, was für Dresden eine Abkehr von Handel und Geschäften zur Folge hatte, wohingegen die Stadt bis dahin das Wirtschaftszentrum des gesamten Bezirks gewesen war. Weiterhin wirkte sich der Sezessionskrieg negativ auf die weitere Stadtentwicklung aus.
Das 1854 erbaute Gerichtsgebäude aus rotem Backstein wurde 1947 durch einen Brand zerstört und 1949 durch einen Neubau aus Marmor ersetzt, in dem noch heute das Bezirksgericht untergebracht ist.
Die ersten großen Wirtschaftsansiedlungen waren 1948 die Bay Bee Shoe Company sowie 1949 die Dresden Manufacturing Company.